# محمد السيد ضيف
الشيخ محمد السيد ضيف (13 أغسطس 1945 - 19 مارس 2019) قارئ قرآن مصري ويعد أحد أعلام هذا المجال البارزين، من موليد قرية طناح بمحافظة الدقهلية، وحفظ القرآن مبكرًا في الحادية عشرة من عمره. درس في معهد القراءات بشبرا في القاهرة. ثم التحق عام 1984 بالإذاعة المصرية. واستمر قارئًا فيها أكثر من 30 عامًا متواصلة، كما عمل بعد ذلك قارئًا في التلفزيون المصري. توفي في 19 مارس 2019 عن عمر يناهز 74 عامًا. وشيع جثمانه من مسجد العدل بالمنصورة، ودفن بمسقط رأسه في قرية طناح.